# Bánpetri
Bánpetri (korábban Petyovka, szlovákul Peťovka) Motesic község része, egykor önálló falu Szlovákiában, a Trencséni kerületben, a Trencséni járásban.

## Fekvése
Trencséntől 25 km-re délkeletre fekszik. Motesic központjától kb. 3,5 km-re északnyugatra található.

## Története
A falut Motesic határában alapították a 15. században. Első írásos említése 1458-ban „possessio Petowka” néven történt. A későbbiekben „possessio Petrowka” (1497), „possessio Pethowka” (1497, 1498), „possessio Pethewfalw” (1498), „possessio Petyov” (1499) néven szerepel az írott forrásokban. Birtokosa a Motesiczi, vagy más néven Majthényi család volt. Rajtuk kívül még a Bossányi és Rozsnyói családok birtokában állt.
A 18. század végén Vályi András így ír róla: „PETYOVKA. Tót falu Trentsén Vármegyében, földes Ura Ordódy Uraság, lakosai katolikusok, fekszik Alsó Motesiczhez közel, mellynek filiája, határjának földgye sovány, réttye, legelője, fája van, harmadik osztálybéli.”
Fényes Elek 1851-ben kiadott geográfiai szótárában így ír a faluról: „Petyóvka, tót falu, Trencsén, most A. Nyitra vmegyében, Matesicz filialisa, 109 kath., 5 zsidó lak. Ut. p. Zsámbokrét.”
1880-ban 130 lakosából 121 szlovák és 3 német anyanyelvű, 6 pedig csecsemő volt. 1910-ben 412 lakosából 398 szlovák, 9 magyar és 5 német volt. A trianoni békéig Trencsén vármegye Báni járásához tartozott.
1971-ben csatolták Motesichez.

## Lásd még
- Motesic
- Alsómotesic
- Felsőmotesic